# Melaleuca coronicarpa
Melaleuca coronicarpa là một loài thực vật có hoa trong Họ Đào kim nương. Loài này được D.A.Herb. mô tả khoa học đầu tiên năm 1922.